# Esquirol de cua de cavall
L'esquirol de cua de cavall (Sundasciurus hippurus) és una espècie de rosegador de la família dels esciúrids. Viu a Brunei, Indonèsia, Malàisia i Tailàndia. Es tracta d'un animal diürn i arborícola que s'alimenta principalment de fruita i fulles. Els seus hàbitats naturals són els boscos primaris i secundaris de plana. Està amenaçat per la destrucció del seu entorn a causa de la tala d'arbres i l'expansió dels camps de conreu.